# Lolipop - European Language Portfolio Online
LOLIPOP (Language On-line Portfolio Project) - projekt programu Socrates-Lingua nr 116998-CP-1-2004-1-IE-LINGUA-L2PP.
Duży, unijny projekt, którego celem jest stworzenie interaktywnej, online wersji  Europejskiego Portfolio Językowego z dodatkiem modułu interkulturowego.
W projekcie uczestniczy 12 partnerów z całej Europy, w tym Polskie Stowarzyszenie na Rzecz Jakości w Nauczaniu Języków Obcych PASE, Wyższa Szkoła Ekonomii i Prawa im. prof. Edwarda Lipińskiego w Kielcach i Politechnika Poznańska.